# Хадвига от Нордгау
Хадвига от Нордгау (на немски: Hadwig, * 922/935/945, † 13 декември сл. 993) е съпруга на граф Зигфрид I Люксембургски и майка на императрица Света Кунигунда.

## Произход
Хадвига произлиза вероятно от Нордгау в Саксония и е дъщеря на Еберхард IV фон Нордгау и на Луитгарда от Лотарингия.

## Фамилия
През 950/963 г. тя се омъжва за Зигфрид I Люксембургски († 998) († 998), граф на Люксембург, граф от Мозелгау от фамилията Вигерихиди. Те имат 11 деца:
- Хайнрих I († 1026), граф в Ардените, 1004 – 1009 и 1017 – 1024 херцог на Бавария
- Зигфрид († 1004), 985 доказан, вероятно основател на рода на графовете от Нортхайм
- Гизелберт (X 1004), граф в Мозелгау
- Фридрих († 1019), граф в Мозелгау и в Хесенгау
- Дитрих († 1047), епископ на Метц
- Адалберо († сл. 1037), елект на Трир
- Лиутгард († сл. 1005); ∞ 980 граф Арнулф от Холандия (X 993) (Герулфинги)
- Света Кунигунда († 1033); ∞ 1001 Хайнрих II Светия († 1024), от 1014 г. император на Свещената Римска империя (Лиудолфинги)
- Ева († сл. 1029); ∞ Герхард, граф на Метц († 1021/23) (Матфриди)
- Ерментруда, абатеса
- дъщеря; ∞ граф Титмар